# 十條サービスセンター
十條サービスセンター（じゅうじょうサービスセンター）は、北海道釧路市にかつて存在していた大型商業施設である。
十條製紙（現・日本製紙）釧路工場周辺に居住する従業員への福利厚生の一環として、十條製紙が資本参加して創業したのが始まりでのちに完全子会社化している。

## 沿革
- 1919年（大正8年） - 「富士製紙株式会社」が従業員とその家族向けに平屋建て約48坪の物品配給所を開設[11]。
- 1927年（昭和2年） - 配給所を約56坪に拡張し、付属施設として約17坪半の豆腐店を開設[11]。
- 1935年（昭和10年）11月20日 - 池田工場ボイラー室跡を改装し、総2階建て約100坪を配給所を開設[12]。
- 1942年（昭和17年） - 鮮魚肉部を別棟として分離し、木炭倉庫と氷倉庫を新設[12]。
- 1965年（昭和40年）
  - 3月4日 - 「十條サービスセンター」を設立[1][2]（資本金500万円[3]（十條製紙100万円[13]））。
  - 4月1日 - 配給所を継承し[14]。、従業員94名で発足[3]。
  - 5月8日 - 十條サービスセンター開店[8]。
- 1970年（昭和45年）10月 - ハウジング館を開設[5]。
- 1971年（昭和46年） - 十條製紙100%出資となり、完全子会社化[5]。
- 1972年（昭和47年） - （初代）城山支店を開店[5]。
- 1978年（昭和53年） - 十条開発からスケートセンターの経営を譲受[4]。
- 1980年（昭和55年）10月29日 - 十條サービスセンター新館オープン[8]。
- 1981年（昭和56年） - ケンタッキー・フライド・チキン釧路十條店を開店[4]。釧路ゴルフクラブにレストランとゴルフ用品店を開店[4]。
- 1982年（昭和57年） - サンライズビルに（2代目）城山支店（店舗面積約427m2）を開店[4]。
- 1999年（平成11年）3月 - 十條サービスセンター閉店・会社解散[15]。

十條サービスセンターとしての営業終了後
- 1999年（平成11年）4月1日 - 道東ラルズ（当時）がビッグハウス釧路店として、旧十條サービスセンター建物を再活用して開店[16]。
  - ラルズグループ（現・アークスグループ）としては、ラルズプラザ釧路店（元・金市館釧路店）の閉店・撤退以来5年ぶりの釧路市の店舗となった（釧路市にも店舗を持つ福原がグループ入りしたのはその後の2002年）。
- 2004年（平成16年）3月 - ビッグハウス釧路店の運営を、道東ラルズから同グループ傘下となった福原へ移管[広報 1] 。
- 2018年（平成30年）11月 - 旧十條アイススケートセンター跡地を含む再開発により、ビッグハウス釧路店を「スーパーアークス」に建て替えることが報じられる[17][18]。
- 2019年（平成31年）
  - 4月22日 - ビッグハウス釧路店の営業を終了[9][注 1]。
  - 同月27日、隣接地にてスーパーアークス鳥取大通店が開店[9][注 2]。
- 2020年（令和2年）11月26日[広報 3] - 元・十條サービスセンター→ビッグハウス釧路店の建物解体後の跡地を利用し、DCMホーマック鳥取大通店が開店。同社は後述の通り、かつて十條サービスセンターの営業当時に出店していたことがあった[19]。

### 城山店
- 1972年（昭和47年）に初代店舗を開店し[5]、1982年（昭和57年）にサンライズビルに2代目店舗（店舗面積約427m2）を開店した[4]。

## 主な入居テナント
- 石黒金物[6] → 石黒ホーマ[7]（のちのDCMホーマック、企業としては現・DCM）
- ライコー（家具・インテリア）[7]
- そうご電器マルタカ（家電店）[7]
- ファミリーランド（遊技場）[7]
- 十條リンク（スケート場）[7]
- ジョイパックチキン - 発祥・旧本社所在地は北海道小樽市。後に釧路店以外（小樽本店、札幌店、千歳店、網走店、留萌店）は全て閉店・撤退となり、本社・本店も釧路に移転されたファーストフードチェーン。2018年（平成30年）11月末日をもって閉店[20]、翌年に芦野地区で再開店。